# Amos Elon

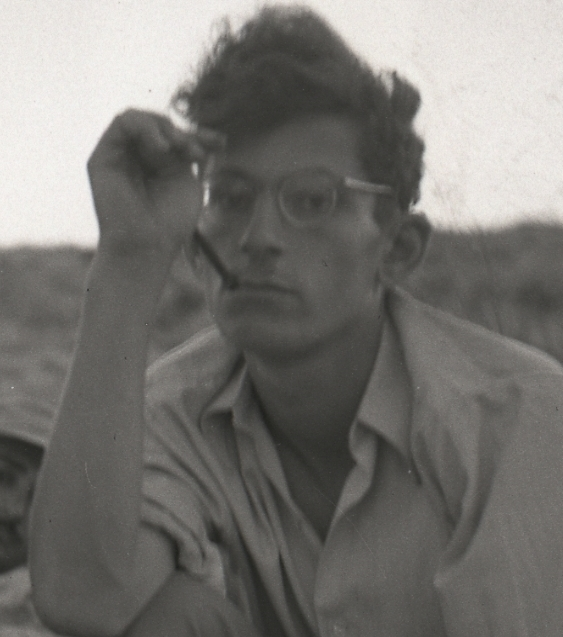
Amos Elon

Amos Elon (hebräisch עמוס אילון; * 4. Juli 1926 in Wien; † 25. Mai 2009 in Buggiano, Toskana, Italien; geboren als Amos Sternbach) war ein israelischer Journalist und Schriftsteller.

## Leben
Amos Sternbach wanderte mit seinen Eltern 1933 nach Jerusalem aus. Elon studierte an den Universitäten in Tel Aviv, Jerusalem und Cambridge Geschichte und Rechtswissenschaften. Von 1948 bis 1950 leistete er seinen Militärdienst, von 1954 bis 1956 war er Kolumnist der Tageszeitung Haaretz, dann bis 1965 Auslandskorrespondent in Ungarn, der ČSSR, Polen, den USA, in Frankreich und in der BRD. Seit 1966 (mit Unterbrechung) bis 2001 war er Herausgeber und Kolumnist von Haaretz, 1967 war er im Sechstagekrieg Kriegsberichterstatter. Mitte der 1960er Jahre war Elon der erste israelische Korrespondent in der damaligen Bundeshauptstadt Bonn. Ab 1965 arbeitete er auch für das Magazin The New Yorker und die New York Review of Books. Er wirkte bei Schalom Achschaw mit. Seit 1985 lebte er als freier Schriftsteller. Von 1991 bis 1992 arbeitete er am Wissenschaftskolleg zu Berlin, 2002 war er Fellow am Remarque Institute in New York.
Elon war einer der frühen Verfechter eines palästinensischen Staates und eines Rückzugs Israels aus den seit 1967 besetzten Gebieten. Aus Enttäuschung über die politische Entwicklung in Israel zog Elon 2004 in die Toskana. Elon hat mehrere Bücher geschrieben, die teilweise ins Deutsche übersetzt wurden: über die Situation Israels, seine Menschen, über die Entstehung des Zionismus und über die deutsch-jüdischen Beziehungen. Er erhielt mehrere literarische Auszeichnungen, darunter 2004 den Wingate Literary Prize.

## Werke (deutsch, Auswahl)
- In einem heimgesuchten Land 1966
  - Auszug, Spiegel Nr. 40, 26. September 1966
- Die Israelis, Gründer und Söhne 1976
- Dialog der Feinde, ein Streitgespräch um die Zukunft der Araber und Israelis (engl. 1974) 1974
- Theodor Herzl. Eine Biographie
- Jerusalem, Innenansichten einer Spiegelstadt 1990 u.ö.
- Nachrichten aus Jerusalem 1968 bis 1994 (Aufsatzsammlung), Frankfurt am Main : Eichborn 1995, ISBN 978-3-8218-4132-8, Reihe Die Andere Bibliothek, weitere erweiterte Ausgabe: Nachrichten aus Jerusalem : Reportagen aus vier Jahrzehnten, Fischer-Taschenbuch-Verlag 1998, ISBN 978-3-596-13868-5
- Der erste Rothschild. Porträt eines Frankfurter Juden (engl. 1998 udT Founder) TB: 1999
- Zu einer anderen Zeit. Porträt der Deutsch-Jüdischen Epoche (engl. 2002 unter dem Titel The pity of it all), dt. 2003 (Hanser-Verlag, ISBN 3-446-20283-8), TB (dtv, ISBN 3-423-34228-5) 2005
- Europa bauen, den Wandel gestalten. Die Rolle der Juden im neuen Europa. Stuttgart 2005, ISBN 3-922934-75-7 (siehe auch Weblinks)

## Notizen
1. ↑  Kurztext. Der hier angegebene Link zum Volltext Elons ist dauerhaft defekt, er verweist auf die Online-Zs. JSTOR, angezeigt wird nur die erste Seite, für weitere muss man Zugang zu einer der genannten Bibliotheken haben; dieser Text ist weitgehend identisch ("adapted") mit seinem langen Vorwort zur Penguin-Books-Ausgabe des Eichmann-Buchs von 2011, ISBN 978-0-14-303988-4 pp. VII – XXIII. Die JSTOR-Fassung stammt aus "World Policy Journal"
Vol. 23, No. 4, Winter 2006/2007, pp. 93–102. Verlag: Sage Publ., Inc.

| Personendaten    | Personendaten                              |
| ---------------- | ------------------------------------------ |
| NAME             | Elon, Amos                                 |
| KURZBESCHREIBUNG | israelischer Journalist und Schriftsteller |
| GEBURTSDATUM     | 4. Juli 1926                               |
| GEBURTSORT       | Wien                                       |
| STERBEDATUM      | 25. Mai 2009                               |
| STERBEORT        | Toskana                                    |